# Tréméven (Finistère)
Tréméven is een gemeente in het Franse departement Finistère (regio Bretagne). De plaats maakt deel uit van het arrondissement Quimper. Tréméven telde op 1 januari 2022 2.378 telde op 1 januari 2022 2.378 inwoners.

## Geografie
De oppervlakte van Tréméven bedroeg op 1 januari 2022 15,42 vierkante kilometer; de bevolkingsdichtheid was toen 154,2 inwoners per km².

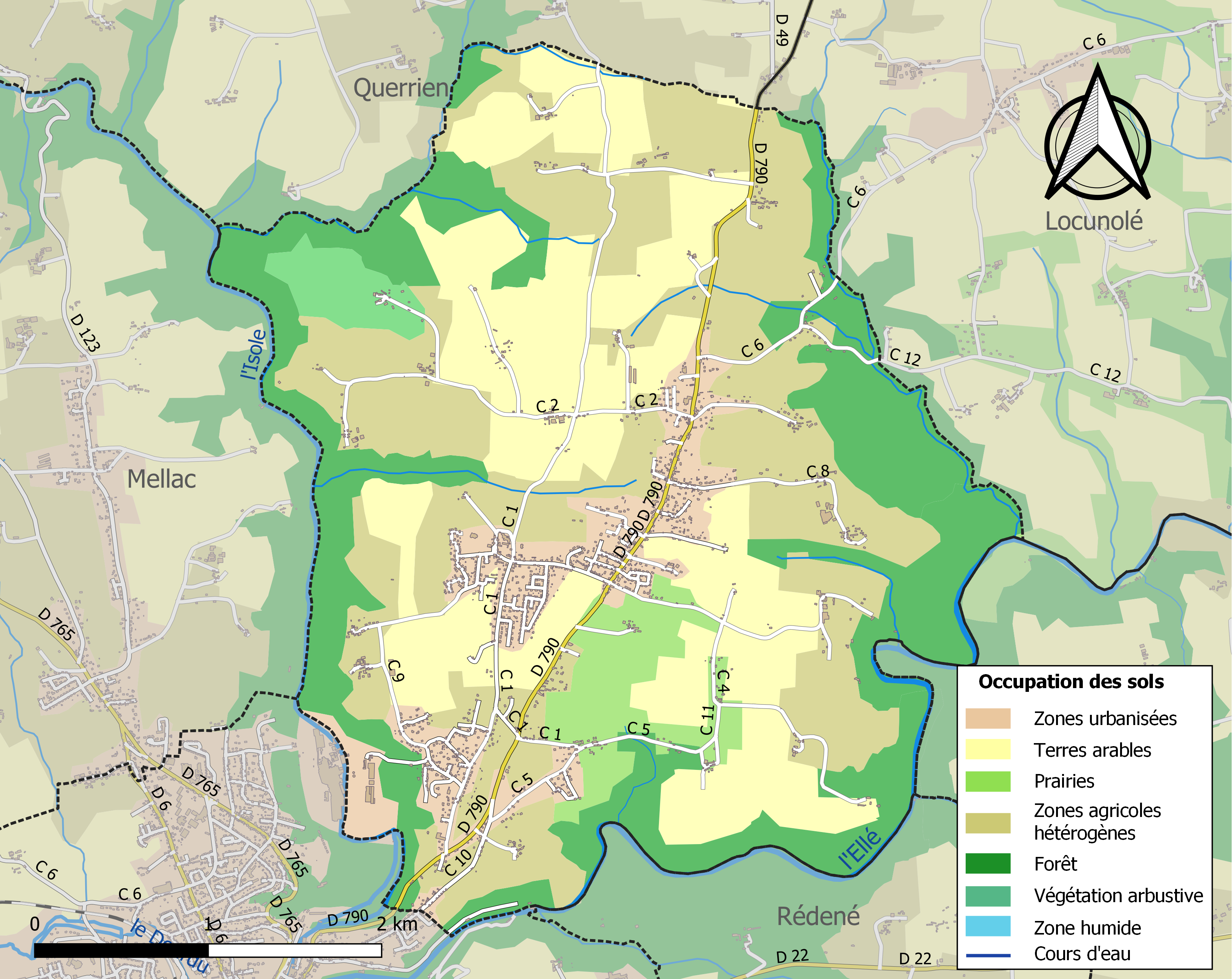
Kaart van de gemeente met belangrijkste infrastructuur, bodemgebruik en omliggende gemeenten

## Demografie
Onderstaande figuur toont het verloop van het inwonertal (bron: INSEE-tellingen).